# Diurnaal levend organisme
Een diurnaal levend organisme is een dier of plant met een dagactieve levenswijze (Latijn: diurnus = overdag geschiedend, iedere dag terugkerend). Diurnaal betekent eveneens dagelijks of met een dagelijkse cyclus.
Overdag houden deze organismen zich bezig met hun belangrijkste voor het voortbestaan noodzakelijke dagelijkse activiteiten (bij planten is dat de assimilatie van zonlicht door middel van fotosynthese). Gedurende de nacht wordt gerust.
Een dagactieve levenswijze gaat gepaard met fysiologische en ecologische dagelijkse processen, die onder andere aangestuurd worden door de biologische klok. Daarbij speelt het hormoon melatonine een belangrijke rol.
Niet alle dieren zijn dagactief. Crepusculair levende organismen zijn actief gedurende de schemering en nocturnaal levende organismen zijn nachtactief. De diurnale, crepusculaire of nocturnale levenswijze maakt deel uit van het circadiane- of dagritme, dat in totaal ongeveer 24 uur omvat.
Peracaride kreeftachtigen zoals vele aasgarnalen, vlokreeftjes en zeekomma's bezitten een uitgesproken nocturnale cyclus. Ze vertonen een duidelijke nachtelijke activiteit waarbij verticale migraties voorkomen. Anders gezegd: overdag zitten de diertjes in het zand ingegraven en 's nachts zwermen ze naar het zeeoppervlak toe.
Migraties van zoöplankton en pelagische vissen vertonen vaak een gelijkaardig nocturnaal patroon.